# 女上位

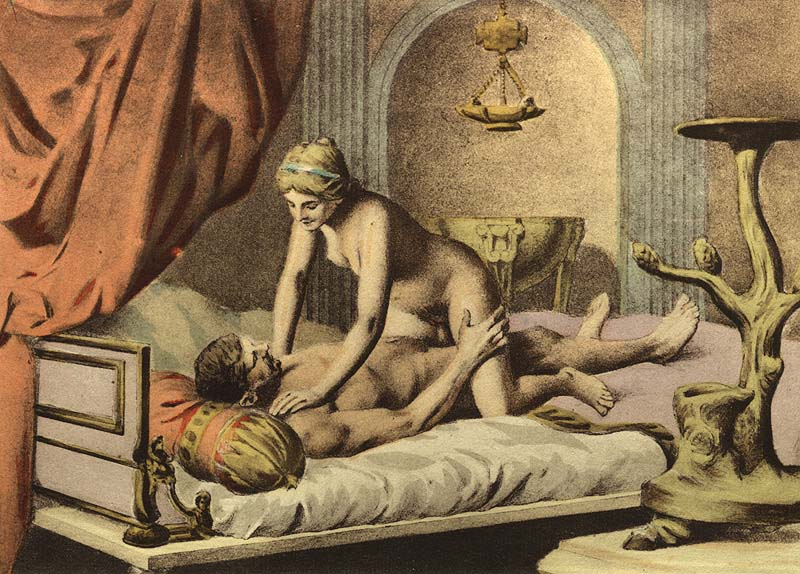
19世紀法國畫家Édouard-Henri Avril的繪畫

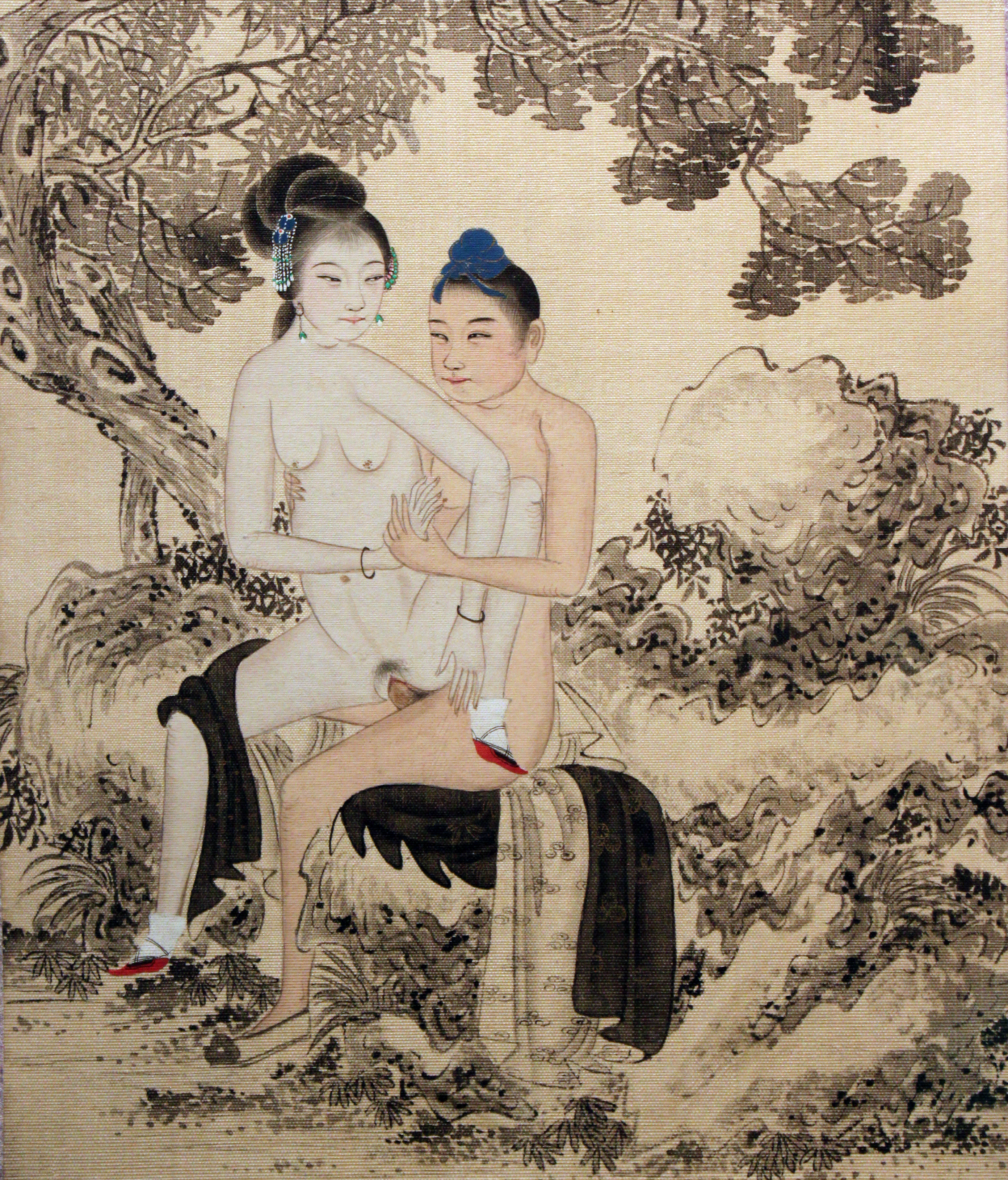
中国古代的春宫画。

騎乘體位（the riding position）或稱女上位式、女上男下、反传教士，是指女方在行房时的身体位於（跪在或蹲在）男方的身體上方，男方則维持背部臥躺著或坐姿。此類性事動作通常是由女性主導，亦有些過程需要雙方彼此配合。这种体位可以节省男性体力，如果男性做累不妨采取这种姿势，不仅可以仰看伴侣在上摇摆的样子，增加了视觉享受。
傳統汉字文獻有“魚接鱗、兔吮毫”的描述，現代中文世界大家所熟知的「女上」一詞是相同的姿勢。而近代英语俗稱女牛仔式（the cowgirl position）比擬女方類似牛仔駕馭在弓背躍起的馬上的景象。若是背對面，則稱“反女牛仔式”（the reverse cowgirl position）。

## 不同角度
女牛仔式：男方平躺，女方面向男方，或跪或蹲

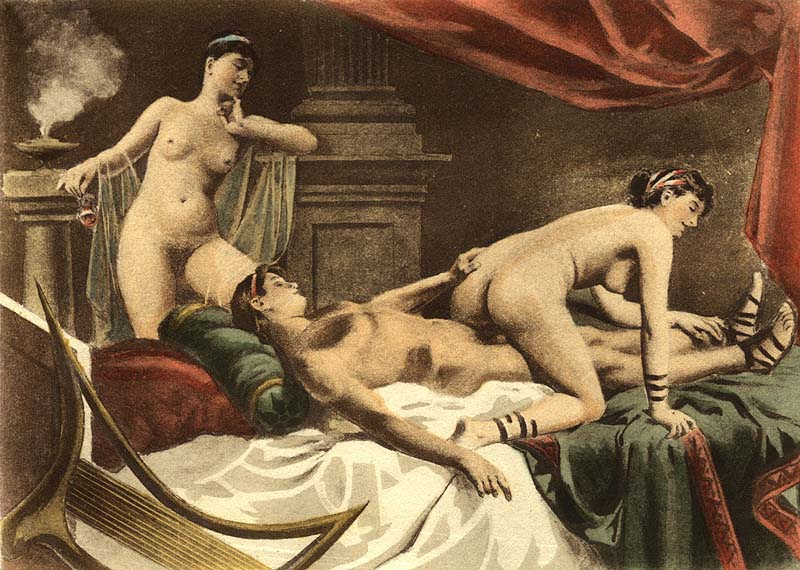
“反女牛仔式”（繪於19至20世紀初）

- 標準式－女方可能不易平衡，男方可將雙腿彎曲當作女方的靠背或扶手。
- 緊貼式－女方可雙腳纏繞，慢慢前後移動趴至男方身上。
- 横向性交：双人身体保持大约30°角度。
- 百閉（ひゃくへい）：男仰臥正躺，女方跨跪於男腰身兩側，往男方胸前伏俯。

反女牛仔式：女方背對男方，兩個人的視線都看向同一邊的，男方坐起來或平躺
- 反坐式（背坐式性爱）－男方也可將雙腳彎曲。
- 水平式－女方往後躺在男方身上。
- 倒退式－女方背對男方以雙手掌貼地支撐，男方可抱住女方腿或臀部。
- 抱佛腳式－男方平躺，一腿彎曲；女方背對男方、跨於男方彎曲大腿之兩側。

其他角度：
- 躺椅式－男方先坐臥在躺椅上，女方跨在男方身上，面向或背對男方。
- 側坐式－男方平躺，而女方側跨在男方身上，女方可適度左右旋轉臀部。
- 直背式－男方坐在高背的椅子上，讓腰挺直；而女方坐在男方身上，雙手扶住男方，腳跨過男方。男方需撐住女方腰部。此姿勢須注意女方背後缺乏倚靠之風險，顧慮周圍場地以防女方墜地受傷。 [參⁠ 3]

## 特点
女上位是由女性占据主動的行房姿勢，較不會壓迫到女性的身體。男性可用手爱抚女性乳房。另外，男女需注意姿勢方向與力度，以免会性伴侶的陰莖造成損傷。
此姿勢可能適用於身体障礙（意外腰部扭傷、下肢或上肢不便）或想節省體力的男人。原則上需要女方腰膝配合，而肥胖或容易腿痠者可能不便此類姿勢。
此姿勢女性的陰道口朝下，對於嘗試懷孕的女性而言，可能需要適時變換身姿以利精液留存在女性的體內。

## 傳統文獻
傳統漢字古籍記載有若干描述女方跨姿性交的形象化類型。

### 鶴交頸
「第九曰鶴交頸。
男正箕座，女抱男頸跨坐其股，
內玉莖，刺麥齒，務中其實，
男抱女尻，助其搖舉，女自感快，精液流溢，
女快乃止，七傷自癒。」
研究认为，此一“女坐男身”是相對難度甚高的體位，非常需要伴侶彼此配合，男人體力要能支撐女方體重。中醫研究認為此法有助於心神安定、情緒愉悅，減少憤怒、憂慮、恐慌等負面情緒與失眠困擾。若男方阴茎相对过长、女方阴道相对较短，則须注意避免用力过猛造成彼此伤害（易使阴茎撞击子宫颈）或改採其他體位角度。

### 魚接鱗、兔吮毫
“魚接鱗”、“兔吮毫”此二式都是男人仰臥，女方或跪或蹲跨在男性身上的姿勢。
「第八曰魚接鱗：男正偃臥，女跨其上，兩股向前，安徐內之，
微入便止，纏授勿深，如兒含乳，使女獨搖，務令持久，女快男退，治諸結聚。」
“兔吮毫”的方向類似“背面騎乗位”或“反向女牛仔”，女方是面向男人腳。
「第七曰兔吮毫：
男正反臥，直伸腳，女跨其上，膝在外邊，女背頭向足，處席俯頭，
乃內玉莖，刺其琴弦，女快，精液流出如泉，欣喜和樂，動其神形，女快乃止。」
兩者都是以阴道前三分之一為重點，肛門括約肌、骨盆底肌（提肛肌）也與動作相關：
- “兔吮毫”以刺激陰道後壁為主；
- “魚接鱗”以刺激陰道前壁為主[註⁠ 5]。除了阴道前三分之一處外，“魚接鱗”更強調陰唇部份的刺激，但都需女方配合。

有看法认为，若女方兴致高時，性交時可先從“魚接鱗”開始（由女方主動），再变換体位为“兔吮毫”。
以男人姿態而言，行使“兔吮毫”時軀體可全然平直放鬆；“魚接鱗”因為進得很淺，男人軀體要稍呈蜷屈狀以保持警覺，以免女方情不自禁搖動過快使男性受傷。

### 治疗的论述
針對常見性事過程不當的後遺症，除了一般饮食或药物治療，亦有相關對治的探討的論述，例如需要搭配何种体位、姿势上又应如何变换调整。

#### “蓄血”的效益
“蓄血”式與“魚接鱗”类似，同樣是由女方主導動作，由男人仰臥、女人或跪或蹲的姿勢。
「六益曰蓄血。
男正偃臥，令女戴尻跪其上，極內之，令女行七九數，數畢止。
令人力強，又治女子月經不利，日七行，十日愈。」
“蓄血”式较不講究高潮，著重在保健效益：研究认为，此式能帶動對女方尾骶骨部位经络的適度刺激，直達第十一胸椎脾俞穴，以改善造血功能，調整因賀爾蒙失調導致的月經不順。

#### “氣泄”之对治
“氣泄”式為女方面向男人腳的方向。若男人勞動或疲倦不堪後，全身出汗就急著做爱；或者熬夜體力不繼而勉強做爱，慢慢變成消化不良、腹部悶熱（嗜飲冰冷）、嘴唇乾裂（甚至口臭）的情況，此損傷稱為“氣泄”：
「四損謂氣泄。氣泄者，勞倦汗出未乾而交接，令人腹熱唇焦。治之法：令男子正臥，女跨其上，向足，女據席，淺內玉莖，令女自搖，女精出止，男子勿快。日九行，十日愈。」
此式能讓女方訓練骨盆底肌（類似凱格爾運動）並預防尿失禁，並對治男人“氣泄”——男方以不洩精為原則，使男方體力消耗量最少。

#### “機關厥傷”之对治
若刚刚大小便完畢，身体还未安定下来时就强行做爱；或者突然急促要求做爱，而在尚未充分準備之下過度激烈運動，對身体有所损伤卻置之不理，直到病情加重時精神散漫、眼花，甚至半身不遂、阳萎不举，此損傷稱為“機關厥傷”：
「五損謂機關厥傷。機關厥傷者，適新大小便，身體未定而強用之，則傷肝。及卒暴交會，遲疾不理，勞疲筋骨，令人目茫茫，癰疽並發，眾脈槁絕，久生偏枯，陰痿不起。治之法：
令男子正臥，女跨其股，踞前向，徐徐案內之，勿令女人自搖，女精出止。男勿快。日九行，十日愈。」
“機關厥傷”的對治方式有深淺進出的調適，與“魚接鱗”的“微入便止”略有不同。若彼此配合得好，“氣泄”式與“機關厥傷”式亦可輪替操作，在不抽出阴茎的情況下，女方從面向男人腳的方向，或左或右慢慢轉向男人的臉。

#### “百閉”之对治
“百閉”式——女方伏臥男方身上
血氣方剛的年輕男子容易縱慾過度，不知節制，往往頻繁洩精、消耗過度時，常有口渴多尿、頭暈眼花的症狀，此損傷稱“百閉”，意謂經脈已經嚴重閉鎖：
「六損謂百閉。百閉者，淫佚於女，自用不節，數交失度，竭其精氣，用力強寫，精盡不出，百病並生，消渴目冥冥。治之法：
令男正臥，女跨其上，前伏，據席，令女內玉莖相搖，女精出止。男勿快。日九行，十日愈。」
男仰臥正躺，女方跨跪於男腰身兩側，往男方胸前伏俯。由於雙方胸腹相貼緊，對彼此都有清心寧神的效益。而女方姿勢帶動男方第二腰椎到第二骶椎经络的適度刺激，能改善男性縱慾過度的後遺症，亦可在男人較疲憊時操作此式。但男方要避免洩精。

## 註解
1. ↑  “體位二：女上男下……會建議大家不要用面對面的方式，而是女生屁股面對男生，兩個人的視線都看向同一邊的reverse cowgirl style。如果妳是新手，還無法掌握搖晃訣竅，那就請男生不要平躺，稍微用手肘撐起上半身，或是完全坐起來，如此一來，女生比較有安全感，也能靠著對方的腹肌輕鬆施力。在搖晃的時候，記得採取像是騎馬般前後搖晃的姿勢，而非上下彈跳，屁股可以稍微往後……[參⁠ 2]”
2. 1 2 3   维基文库中的相關文獻：女跨其上
3. ↑  雙方皆為坐姿。男人先坐下（伸膝而坐，或盤坐、或端坐，視體況或環境而定）女方手抱住男人頸部，面對面坐在他大腿上，坐到底，使阴茎深入阴道中，產生緊實感（男抱住女方臀部，男人腰部挺直，或雙方將身體適度後仰，下體會向前挺），是極有快感的姿勢。
4. ↑  “魚接鱗”又如魚兒接吻（如兒含乳）“微入便止”，传统医学认为适度行使对結聚不散（不分男女）——肌膚、或筋與韌帶，臟器鬱滯不順暢等症狀可以帮助減少。
5. ↑  參見 人体解剖学方位。
6. 1 2 3 4   维基文库中的相關文獻：男子正臥
7. ↑   维基文库中的相關文獻：男正偃臥
8. ↑  不講究男女高潮的“蓄血”式：男方仰躺。女方跨跪男方胯上，搏動阴茎让外阴道湿润、彼此渐渐亢奋後，由女方主動讓阴茎進入阴道極深處如陰道穹，作小距离的转动，9下为一小歇，7个9下为一单位，即63次後停止。一天七至十个单位，十天为一个疗程。只要女方主導動作不大，男人可不洩精，能使男女力气强健，又治女方月經不順。
9. ↑  參見 足太阳膀胱经
10. 1 2 3  “男勿快”指男方要避免洩精。參見 保留性交
11. ↑  對治“氣泄”的方式為：男仰臥正躺。女方面向男方足部，跨跪於男腰身兩側，以膝與足脛支撐於床面。待阴茎勃起後，淺納阴茎（约阴道三分之一处），女方自己擺動身體（阴茎僅活動於阴道前段）直到性高潮，但男方以不洩精為原則[註⁠ 10]。女方一日來性高潮愈多次愈好，十日為一個療程。
12. ↑   註:

## 外部連結
- （日語）女性の騎乗位の利点、女性の動き方 （页面存档备份，存于）
- 女性上位式 、女神在上式（两性百科）
- 背坐式 、 兔吮毫式（两性百科）